# Górna Korsyka
Górna Korsyka (fr. Haute-Corse, wymowaⓘ; kors. Cismonte) – departament francuski leżący w północnej części wyspy Korsyki. Ośrodkiem administracyjnym (prefekturą) i największym miastem departamentu jest Bastia.
Departament został utworzony 15 września 1975. Granice departamentu odpowiadają granicom byłego departamentu Golo, istniejącego od 1793 do 1811.
W 2023 roku w skład departamentu wchodziło 236 gmin (lista).

## Miejscowości
Największe miejscowości departamentu (w nawiasach liczba ludności w 2021 roku):

- Bastia (48 768)
- Borgo (9678)
- Biguglia (7654)
- Corte (7654)
- Lucciana (6091)
- Furiani (6032)
- Calvi (5746)
- Ghisonaccia (4248)
- Prunelli-di-Fiumorbo (3737)
- Penta-di-Casinca (3376)
- Ville-di-Pietrabugno (3232)
- L’Île-Rousse (3220)
- Vescovato (3212)
- San-Martino-di-Lota (2936)
- Calenzana (2566)
- Ventiseri (2556)
- Aléria (2211)
- Cervione (2172)
- San-Nicolao (2033)
- Monticello (2029)
- Santa-Maria-di-Lota (1965)
- Venzolasca (1808)
- Oletta (1801)
- Saint-Florent (1689)
- Brando (1580)
- Santa-Lucia-di-Moriani (1523)
- Lumio (1214)
- Sisco (1162)
- Linguizzetta (1103)
- Santa-Reparata-di-Balagna (1004)